# Якопо Рустикучи
Якопо Рустикучи (на италиански: Jacopo Rusticucci; ̽ във Флоренция, † сл. 1266) е богат флорентински политик, прочут със своята храброст и щедрост. От омраза към жена си, която напуска и заради която от него се отвръщат всички жени, той изпада в порока на содомията, за който е наказан в „Ад“ на Данте Алигиери.

## Биография и образ
Няма много исторически сведения за биографията му. Известно е, че е принадлежал към групата на сем. Кавалканти и че през 1254 г. е бил специален прокурор на Комуна Флоренция за преговори с другите комуни на Тоскана. През 1258 г. е капитан на народа в Арецо. Последните сигурни вести за него го споменават още приживе през 1266 г.
Неговата знаменитост се крие във факта, че Данте Алигиери го споменава сред великите духове, „които използваха своя гений, за да се правят добро“ („Ад“, Песен VI, стих 81) и които, за ужас на поета, вместо това ще се намери сред най-черните прокълнати в „Ад“. Рустикучи е сред героите, които Данте среща в тримата насилници срещу природата в Песен XVI заедно с Гуидо Гуера и Тегиайо Алдобранди. В пасажа самият Вергилий е този, който насърчава поклонника към диалогː
| „                            | При виковете им учителят ми спря; обърна лицето си към мен и каза: „Чакай, трябва да бъдем учтиви с тези прокълнати“. | “ |
| „Ад“, Песен XVI, стих. 13-15 | |   |

За разлика от Тегиайо, описан като „рицар с велик дух (...) и с голямо чувство в работата с оръжие", фигурата на Рустикучи е представена като рицар „с малка кръв“. Данте просто го кара да каже, че причината за разорението му е съпругата му – фраза, върху която древните коментатори са „избродирали“ историята на жената, която е твърде заядлива или строга, за да го подтикне към педерастия, ефективно само перифразирайки стиха на Данте. Според древните коментатори съпругата на Якопо Рустикучи е била свадлива и срамежлива жена, от която той се се разделил и от отвращение към която е бил подтикнат да извърши греха на содомията. Бокачо също посочва, че може би грехът на содомията е бил извършен със самата съпруга, подчертавайки, че грехът, в който е обвинен от Данте, не предполага непременно хомосексуалност.